# Zajdy (jezioro)
Zajdy – jezioro w Polsce, położone w województwie warmińsko-mazurskim, w powiecie oleckim, w gminie Olecko.

## Położenie
Jezioro leży na Pojezierzu Mazurskim, w mezoregionie Pojezierza Ełckiego, w dorzeczu Połomka–Ełk–Biebrza–Narew–Wisła. Znajduje się około 8 km w kierunku południowo-zachodnim od Olecka. Nad wschodnim brzegiem położona jest wieś Zajdy. Z północnej części jeziora znajduje się odpływ do Jeziora Dudeckiego poprzez połączenie z rzeką Połomką. W najbliższym otoczeniu znajdują się pola, łąki i zabudowania wsi.
Linia brzegowa akwenu jest rozwinięta. W południowej części jeziora znajduje się wyspa o powierzchni 0,2 ha.
Zgodnie z typologią abiotyczną zbiornik wodny został sklasyfikowany jako jezioro o wysokiej zawartości wapnia, o małym wypływie zlewni, stratyfikowane, leżące na obszarze Nizin Wschodniobałtycko-Białoruskich (5a).
Jezioro leży na terenie obwodu rybackiego rzeki Połomska Młynówka – nr 1. Jego użytkownikiem jest Gospodarstwo Rybackie PZW w Suwałkach.

## Morfometria
Według danych Instytutu Rybactwa Śródlądowego powierzchnia zwierciadła wody jeziora wynosi 56,6 ha. Średnia głębokość zbiornika wodnego to 5,3 m, a maksymalna – 13,7 m. Lustro wody znajduje się na wysokości 139,0 m n.p.m. Objętość jeziora wynosi 3 039,0 tys. m³. Maksymalna długość jeziora to 1750 m a szerokość 600 m. Długość linii brzegowej wynosi 4 650 m.
Inne dane uzyskano natomiast poprzez planimetrię jeziora na mapach w skali 1:50 000 według Państwowego Układu Współrzędnych 1965, zgodnie z poziomem odniesienia Kronsztadt. Otrzymana w ten sposób powierzchnia zbiornika wodnego to 53,5 ha, a wysokość bezwzględna lustra wody – 139,3 m n.p.m.

## Przyroda
Wśród żyjących tu ryb przeważają płocie, szczupaki i leszcze. Wśród roślinności zanurzonej sięgającej tu do 6 m – moczarka kanadyjska i rdestnice. Wokół brzegów dominuje trzcina i tatarak, można też spotkać sitowie wodne i skrzypy.